# Moselle Open 2018
Moselle Open 2018 — тенісний турнір, що проходив на кортах з твердим покриттям у місті Мец, Франція з 17 вересня. Належав до категорії ATP World Tour 250.

## Фінальна частина

### Одиночний розряд
Жиль Сімон —  Маттіас Бахінгер 7–6(7–2), 6–1

### Парний розряд
Ніколя Маю /  Едуар Роже-Васслен —  Кен Скупскі /  Ніл Скупскі 6–1, 7–5